# Cumae

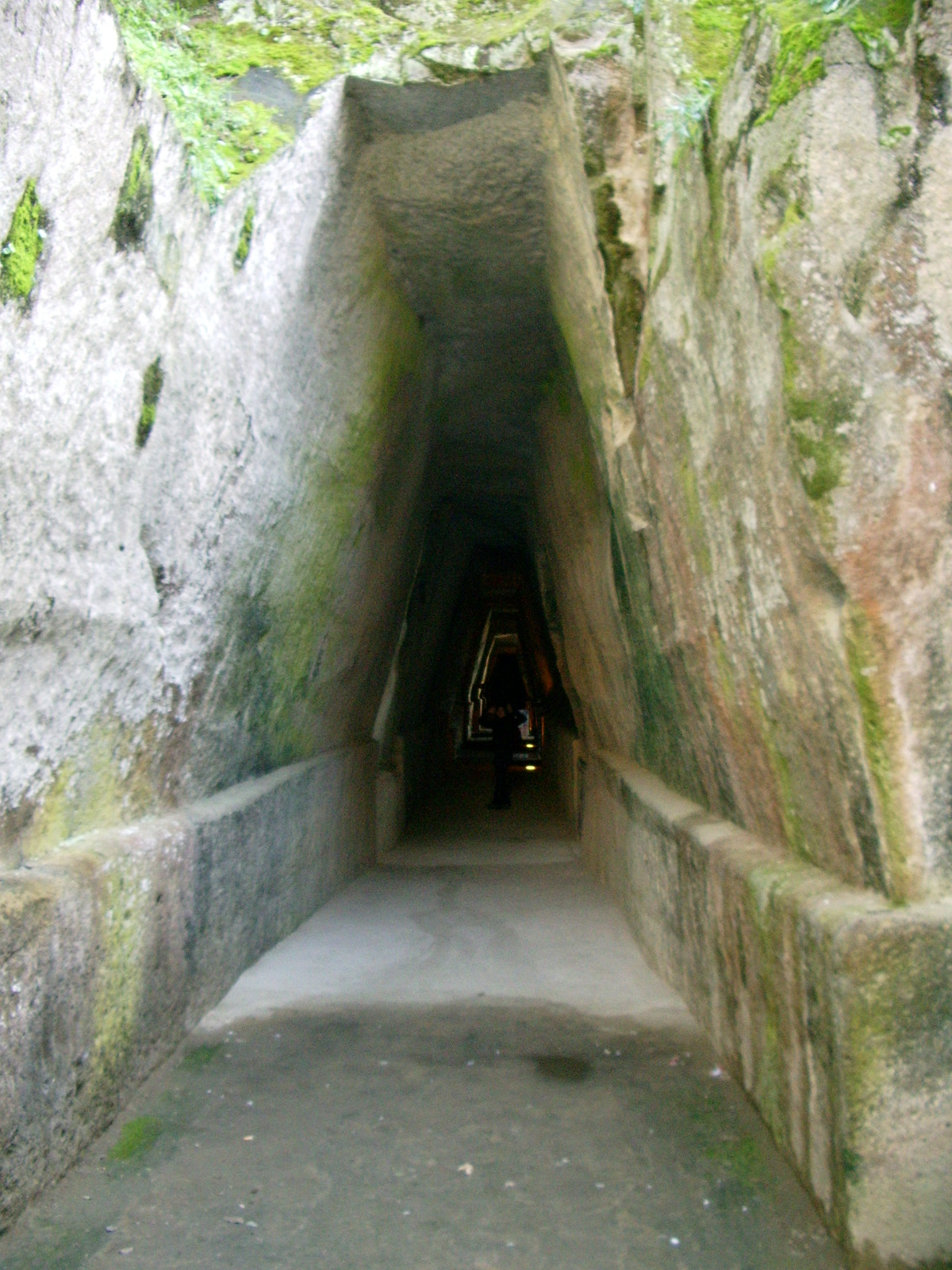
De Grot van de Sibille

Cumae (Italiaans: Cuma), was een door de Grieken als Kyme (Κύμη) gestichte stad in Italië, gelegen aan de westkust, aan de rand van de Flegreïsche velden en ten westen van Napels.

## Stichting
Cumae was de eerste Griekse kolonie op het vasteland van Italië. Al eerder (ca. 770/760 v.Chr.) hadden Grieken Pithekoussai op het tegenover Cumae gelegen eiland Ischia gesticht als een handelsnederzetting. Vermoedelijk daarvandaan werd Cumae ca. 750 v.Chr. als landbouwkolonie gesticht door Grieken uit Chalkis en Eretria op Euboea, onder aanvoering van Megasthenes en Hippokles. Volgens Strabo echter kwam Hippokles uit het Aeolische Kyme en zou de kolonie daarom ook zo zijn genoemd. Volgens een andere verklaring zou de naam ontleend zijn aan het Griekse woord kuma (κυμα), dat ‘golf’ betekent.
Volgens Vergilius (Aeneis VI, 14-17) zou Daedalus toen hij van Kreta kwam vliegen, op de heuvel van Cumae zijn geland, zijn vleugels aan Apollo hebben geofferd en de Apollotempel hebben gesticht.
Cumae werd gesticht op een aan de kust gelegen rotsachtige heuvel. Daar kwam de burcht, akropolis te liggen. Daarnaast had de stad een haven en breidde de bewoning zich geleidelijk uit naar de vlakte aan de oostkant van de akropolis.

## Geschiedenis
Vanuit Cumae verspreidde de Griekse cultuur zich verder over Italië. In 721 v.Chr. werd vanuit Cumae Zankle (het latere Messina) op Sicilië gesticht. Ook Napels, oorspronkelijk Parthenope of Oude Stad en Neapolis of Nieuwe stad, ontstond als een kolonie vanuit Cumae. Het tussen Napels en Cumae gelegen Dikaiarcheia (=Pozzuoli) was eerst zelfstandig, maar werd al snel een haven van Cumae.
Via Cumae zou ook het alfabet in Italië zijn gekomen en gebruikt voor de Italische talen. Maar het ontstaan van dit zogenaamde Cumaeïsche alfabet is omstreden.
Een hoogtepunt in zijn geschiedenis beleefde Cumae onder Aristodemos, bijgenaamd Malakos ('de zachtaardige'), de zoon van Aristokrates. Hij redde ca. 524 v.Chr. Cumae tegen een coalitie van Etrusken, Umbriërs en Dauniërs, en versloeg in 505 de Etrusken onder Arruns, de zoon van Porsenna, bij Aricia. Met behulp van het leger en het volk werd hij tiran van Cumae. Hij verdreef de aristocraten en beloofde landverdeling en schuldendelging. Hij wierf soldaten met het van de aristocraten geconfisqueerde vermogen en nam slaven op in de burgerij. De uit Rome verdreven koning Tarquinius Superbus zou bij hem onderdak hebben gevonden en in Cumae zijn gestorven. Ca. 490 overvielen de verbannen aristocraten Aristodemos en doodden hem en zijn hele huis; volgens Plutarchus hielp zijn vrouw Xenokrita mee bij de moord.
In 474 v.Chr. werd Cumae ondersteund door Hiëro van Syracuse in de Slag bij Cumae, toen de Etrusken vernietigend werden verslagen. De stad werd 421/20 v.Chr. ingenomen door de Samnieten, waarna de naam Kyme werd veranderd in Cumae.
Sinds 338 was het een civitas van de Romeinen. De stad bleef trouw aan Rome tijdens de Tweede Punische Oorlog.
In het vroegchristelijke geschrift De herder van Hermas  uit 150 n.Chr. vertelt de schrijver dat hij visioenen kreeg op de weg naar Cumae. Midden de 5e eeuw werd het bisdom Cumae opgericht.
Cumae werd in de middeleeuwen verlaten wegens moerasvorming. Procopius van Cesarea vertelt dat Cumae in de 6e eeuw naast Napels de enige versterkte stad van de streek was, en er bloedige gevechten plaatsvonden tussen Goten en Byzantijnen. Totila veroverde de stad in 542 en bewaarde er de reusachtige krijgsschat die door de Goten was buitgemaakt. Later werd Cumae ingenomen door de Langobarden en in 718 door de hertog van Napels. Na de brandschatting door de Saracenen in 915 werd Cumae niet meer heropgebouwd. In 1207 verwoestten de Napolitanen Cumae, tijdens de chaotische toestand tijdens de minderjarigheid van Frederik II, koning van Sicilië (en Napels).
Struikrovers nestelden zich in de ruïnes. De herinnering aan de stad zelf verdween, tot in de loop van de 17e eeuw de eerste archeologische vondsten werden gedaan. In 1853 leidde Leopold, de broer van koning Ferdinand IV, de eerste georganiseerde opgravingen. Belangrijke opgravingen werden vervolgens ca. 1930, met de 2000e geboortedag van Vergilius als aanleiding, door de archeoloog Amedeo Maiuri uitgevoerd.

## Archeologische resten in Cumae

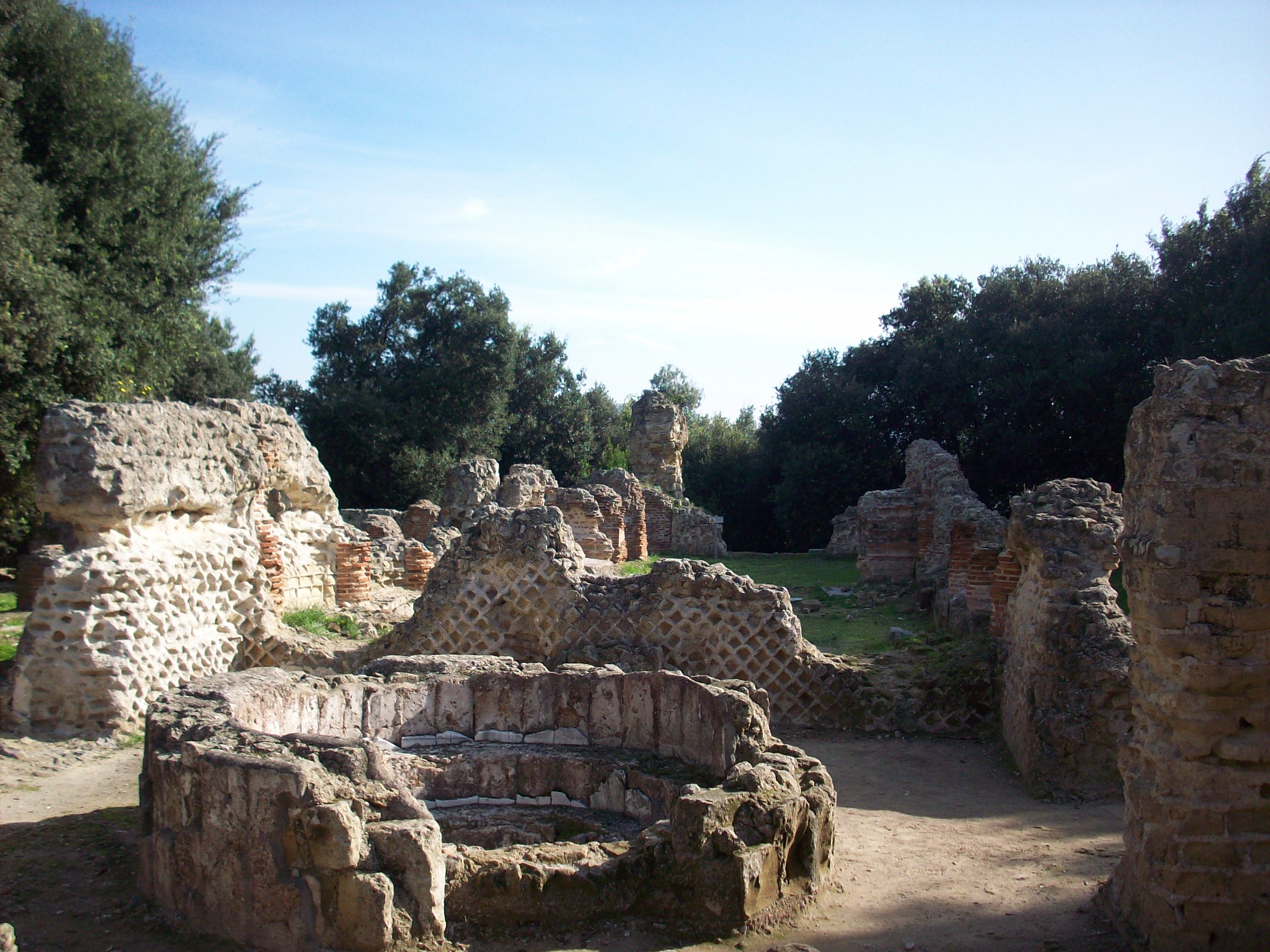
Christelijke doopvont in de voormalige tempel van Zeus

Op de akropolis bevinden zich twee tempels. Op de top ligt de tempel van Zeus, die oorspronkelijk uit de 6e eeuw v.Chr. stamt. In de 5e eeuw werd deze tempel in een christelijke basiliek veranderd. Op een stuk grond aan de voet van de akropolis ligt de Apollotempel, die eveneens uit de 6e eeuw stamt. Deze werd in de 6e/7e eeuw in een christelijke kerk veranderd. In de stad, die ten oosten van de akropolis lag, zijn vooral gebouwen uit de Romeinse tijd opgegraven: onder andere het forum (dat ongetwijfeld op de plaats van de Griekse agora was aangelegd), de Capitooltempel (oorspronkelijk uit de 4e eeuw v.Chr.) en thermen. Uit de 1e eeuw v.Chr. stamt het amfitheater dat aan de zuidkant buiten de stadsmuur lag. Het was met één kant tegen een heuvel gebouwd en was verder in een ovaal aangelegd met aarden wallen. De stad was met de haven verbonden via een tunnel (de zogenaamde Crypta Romana) van 180 m. lang en 5 m. breed, die in het tufsteen van de akropolis was uitgehakt.

## De Grot van de Sibille
Als de belangrijkste bezienswaardigheid geldt de Grot van de Sibille bij het Avernus lacus. De sibille van Cumae is vooral bekend door het bezoek dat Aeneas volgens het 6e boek van de Aeneis van Vergilius aan haar bracht om raad te vragen over zijn tocht. De oudste bron waarin het orakel van de sibille wordt genoemd is een inscriptie uit de 7e eeuw v.Chr. De sibille deed in de gedaante van een oude vrouw haar voorspellingen in een grot bij de tempel van Apollo. Aanvankelijk dachten de archeologen dat de zogenaamde Crypta Romana de grot van de sibille moest zijn, maar toen in 1932 door archeoloog Amedeo Maiuri een andere gang in de tufstenen rotsen werd blootgelegd, nam hij aan dat dit de grot van de sibille was. De gang, die sindsdien bekendstaat als de ‘Grot van de Sibille’, is een rechte gang van 131 m lang en ca. 2,50 m breed. Er zijn negen brede lichtschachten aan de zeezijde. Aan het einde van de gang bevindt zich een gewelfde hal, die door Maiuri werd geïdentificeerd als het heiligdom waar de sibille haar orakels gaf. Inmiddels is duidelijk dat deze gang uit ca. 500 v.Chr. stamt en sommige delen uit de 4e of 3e eeuw v.Chr. Het orakel was veel ouder en moet zich bovendien in de stad bij de Apollotempel hebben bevonden, terwijl deze gang buiten de stad ligt. Men is het er nu wel over eens dat dit niet de grot van de sibille was, maar waarvoor deze gang dan wel diende blijft een raadsel. Naast deze grot begint de onderaardse galerij door de Romeinse architect Cocceius gebouwd. Deze tunnel heet Grot van Cocceius.
De echte grot van de sibille was waarschijnlijk een veel kleinere ruimte naast de Apollotempel.

## Trivia
- In de aflevering Commendatori uit de HBO-serie The Sopranos bezoekt Tony Soprano samen met Annalisa Zucca de Grot van de Sibille.